# Армяне в Мьянме
Армяне в Мьянме (бирм. မြန်မာနိုင်ငံမှအာမေးနီးယန်းများ, арм. Հայերը Մյանմայում) — этнические армяне, проживающие в Мьянме. Первые армяне прибыли в Бирму в 1612 году и поселились в Танхльине, первая армянская надгробная плита датирована 1725 годом, армянское население там были в основном купцами.

## История

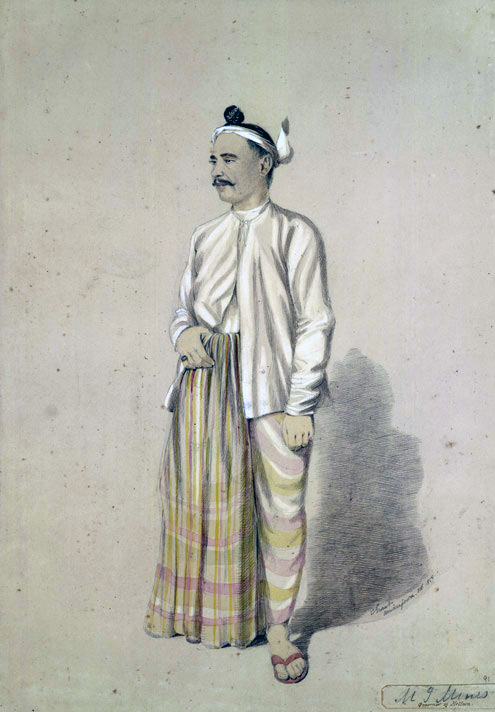
Маккертич Дж. Майнс, губернатор Мелуна в эпоху Конбауна, по происхождению являлся армянином

В начале XVII века армяне были депортированы в большом количестве в Нор-Джугу, на окраину Исфахана (Персия). Многие перебрались в Индию и юго-восточную Азию в XVIII веке, когда в Персии сложились неблагоприятные условия для их проживания. К XIX веку армянские общины можно было найти в основном в Бирме, на Малайском полуострове (особенно на Пинанге и Малакке) и Яве. Они, как правило, эмигрировали оттуда после Первой мировой войны, особенно в Австралию.
В Бирме крупные армянские торговцы нанимались бирманскими королями в качестве официальных лиц, особенно ответственных за таможню и отношения с иностранцами. Они пережили Первую бирманскую войну в 1826 году, когда англичане аннексировали Аракан и Тенассерим, но британское завоевание Нижней Бирмы, торгового центра страны, в 1852 году привело к новым обвинениям (со стороны британцев) в том, что армянские купцы настроены против британских властей и являются пророссийскими настроенными. Тем не менее, армяне Янгона построили свою церковь в 1862 году на земле, подаренной им королем Бирмы.
Перепись 1871—1872 годов в Британской Индии показала, что там проживало 1250 армян, главным образом в Калькутте, Дакке и Янгоне. Перепись 1881 года показала, что эта цифра составляет 1 308 человек; 737 — в Бенгалии и 466 — в Бирме. К 1891 году их общее число составляло 1295 человек. Перепись 1901 года в Британской Индии показала, что в Бирме проживает 256 армян.
Единственная действующая на сегодняшний день в Мьянме Армянская апостольская церковь — это церковь Святого Иоанна Крестителя в Янгоне.

## Известные представители
Индийский справочник Такера включает в себя многие наименования на армянском языке в бирманском бизнесе и правительстве. Братья Саркис (группа из четырёх братьев-армян, наиболее известных тем, что основали сеть отелей по всей Юго-Восточной Азии) впервые открыли отель Eastern & Oriental на Пенанге в 1884 году, а затем расширили свой бизнес до отелей Raffles в Сингапуре и The Strand Hotel в Янгоне в 1901 году. Многие оставшиеся в Бирме армяне могли также считаться частью англо-индийской или, точнее, англо-бирманской общины. Другой известный бирманский армянин — Диана Абгар.